# Neomintho cylindrata
Neomintho cylindrata là một loài ruồi trong họ Tachinidae.